# Groupe d'armées duc Albert
Le groupe d'armées duc Albert est une grande unité et l'autorité de commandement associée de la Deutsches Heer pendant la Première Guerre mondiale (1914-1918). Il se compose de plusieurs détachements d'armée.

## Déploiement, zone de commandement
Le groupe d'armées duc Albert est formé dans le cadre de la réorganisation du front occidental et de la subordination des armées jusqu'alors directement dirigées par le commandement suprême de l'armée à des commandements de groupe d'armées. Il comprend la partie sud du front occidental, commençant à la jonction avec le groupe d'armées prince héritier allemand à l'est de Verdun jusqu'à la frontière suisse.

## Composition
Le groupe d'armées comprend les unités suivantes (du nord au sud):
- Département d'armée C (du 12 avril 1917 à février 1918)
- 19e armée (à partir du 4 février 1918)
- Détachement d'armée A
- Détachement d'armée B

## Combats
Après l'enlisement du front occidental dans la guerre de position, la partie sud du front occidental entre Verdun et la frontière suisse est considérée comme un théâtre d'opérations secondaire. On n'y a mené pour l'essentiel que des combats de position de faible intensité. Les troupes engagées ici (principalement des troupes de réserve et des unités de Landwehr) ont en général une faible capacité de combat.